# Béla al II-lea al Ungariei
Béla al II-lea, supranumit cel Orb (în maghiară II. (Vak) Béla, în slovacă Belo II, în croată Bela II.; n. 1108, Comitatul Tolna, Regatul Ungariei – d. 13 februarie 1141, Székesfehérvár, Țările Coroanei Sfântului Ștefan, Ungaria), aparținând Dinastiei Arpadiene, a fost rege al Ungariei între 1131 și 1141. Încă de copil, Béla a fost orbit din ordinul unchiului său, regele Coloman care a vrut să asigure prin aceasta succesiunea la tron a fiului său, viitorul rege Ștefan al II-lea. În copilărie, Béla a trăit în mai multe mănăstiri din regat, până când vărul lui, regele Ștefan al II-lea l-a chemat la curte. După moartea lui Ștefan, Béla a urcat pe tron, dar a trebuit să lupte pentru putere cu Boris, presupusul fiu al lui Coloman, care a încercat să ia coroana cu ajutor militar din partea țărilor vecine.

## Primii ani
Béla era unicul fiu al ducelui Álmos, fratele mai mic al regelui Coloman al Ungariei. Mama lui era Predslava din Kiev. Ducele Álmos a fost în fruntea mai multor revolte împotriva fratelui său, dar în cele din urmă și el și Béla au fost orbiți în 1115. Tatăl și fiul au trăit împreună în mănăstirea premonstrată din Dömös până în 1126, când ducele Álmos a încercat să organizeze o conspirație împotriva regelui Ștefan al II-lea, fiul și moștenitorul regelui Coloman, dar a eșuat și a fost forțat să se refugieze în Imperiul Bizantin. În urma plecării tatălui său, Béla a fost dus în secret de colaboratorii tatălui său la mănăstirea din Pécsvárad.
În 1128, după moartea ducelui Álmos, regele Ștefan a fost informat că vărul său orb încă trăiește în Ungaria și l-a chemat pe Béla la curtea sa. La cererea regelui Béla s-a căsătorit cu Elena, fiica Marelui Prinț sârb Uroș I Vukanović, și a primit în dar de la rege moșii lângă Tolna.
La 1 martie 1131 regele a murit fără a avea copii, iar la 28 aprilie, Béla a fost încoronat la Székesfehérvár deși Ștefan al II-lea îl desemnase ca succesor în 1126 pe Saul, fiul surorii sale. Saul însă, fie murise înaintea unchiului său, fie fusese învins de susținătorii lui Béla.

## Luptele cu Boris
Deoarece Béla era orb, soția lui a jucat un rol decisiv în guvernarea regatului. La scurt timp după urcarea pe tron, regina Elena a ordonat uciderea celor pe care îi considera vinovați de orbirea soțului ei, la o adunare ce s-a ținut la Arad. Pe fratele ei, Beloš, l-a numit conte palatin, apoi i-a dat comanda supremă a armatei maghiare și un loc de cinste la curtea regală.
Întreaga domnie a lui Béla a fost umbrită de conflictul cu Boris, unul dintre fiii nelegitimi ai regelui Coloman, conflict în care Boris era susținut de Polonia și de Rusia Kieveană. În 1132 regele Boleslav al III-lea al Poloniei a condus o campanie în care armata polonă și cea kieveană au luptat de partea lui Boris. Când Béla a fost informat că armatele polono-kievene au intrat în Ungaria, a convocat un sfat al baronilor unde i-a ucis pe toți cei care au refuzat să-l declare pe Boris bastard. Regele Boleslau și Boris au fost învinși în luptă lângă râul Sajó la 22 iulie, dar Boris a insistat în continuare să pretindă tronul.

## Politica
Domnia lui Béla a rămas în istorie pentru politica sa externă: sora sa Hedwig s-a căsătorit cu un fiu al lui Leopold al III-lea al Austriei, iar o altă soră s-a căsătorit cu ducele Sobeslav I al Boemiei, pecetluind alianțe între Ungaria și doi foști dușmani. Cumnatul său l-a convins pe împăratul Lothar al III-lea, care luptase împotriva Poloniei, să includă în termenii păcii de la Merseburg semnată cu Boleslaus al III-lea interdicția explicită ca regele Poloniei să-l mai susțină pe Boris împotriva lui Béla.
În 1136 Béla a reușit să recupereze părți ale Dalmației de sub controlul Republicii Venețiene și a trimis o expediție în Bosnia. În 1137 a acordat fiului său, Ladislau, titlul de duce al Bosniei.

## Căsătorie și descendenți
Bella al II-lea s-a căsătorit în c. 1129 cu Elena de Raška (după 1109 – după 1146), fiica ducelui Uroš I al Raškăi și al soției sale, Anna. Urmașii lor au fost: 
- Elisabeta (c. 1129 – înainte de 1155), soția ducelui polonez Mieszko al III-lea cel Bătrân;
- Géza al II-lea al Ungariei (c. 1130 – 3 mai 1162);
- Ladislau al II-lea al Ungariei (1131 – 14 ianuarie 1163);
- Ștefan al IV-lea al Ungariei (c. 1133 – 11 aprilie 1165);
- Sophia (n.c. 1136), călugăriță la Mănăstirea Admont.

## Titluri
Rege al Ungariei, Dalmației, Croației și Ramei